# Kayne Vincent
Kayne Vincent (n. 29 octombrie 1988, Auckland, Noua Zeelandă) este un fotbalist neozeelandez.
Vincent a debutat la echipa națională a Noii Zeelande în anul 2014.

## Statistici
| Noua Zeelandă | Noua Zeelandă | Noua Zeelandă |
| An            | Meciuri       | Goluri        |
| ------------- | ------------- | ------------- |
| 2014          | 1             | 0             |
| Total         | 1             | 0             |